# Petaurus
I petauri sono un genere di marsupiali falangeridi, simili a degli scoiattoli, vivono nelle foreste dell’Australia, Tasmania e Nuova Guinea. Hanno una coda lunga, prensile, coperta di pelo scuro; ampio patagio, teso tra gli arti anteriori e posteriori, che permette loro di superare planando anche un centinaio di metri di distanza. Ci sono otto specie: il petauro dello zucchero, il petauro della savana, il petauro di Krefft, il petauro scoiattolo, il petauro del mogano, il petauro del nord, il petauro dal ventre giallo ed il petauro del Biak.
I petauri volanti sono tipicamente notturni, per la maggior parte sono piccoli (a volte circa 400 mm, contando la coda) e presentano pieghe di pelle flaccida (patagio) che vanno dai polsi alle caviglie. Usano il patagio per scivolare da un albero all'altro saltando e tendendo gli arti ad aquila. Sono in grado di planare per distanze fino a 140 metri. Oltre al patagio distintivo, i petauri volanti hanno: grandi occhi, facce corte (sebbene appuntite) e lunghe code appiattite che vengono utilizzate come dei timoni durante la planata.
I petauri sono tutti onnivori e mangiano linfa degli alberi, eucalipto, nettare, polline insetti e melata. La maggior parte dei petauri volanti sembra essere solitaria, sebbene sia noto che il petauro dal ventre giallo ed il petauro dello zucchero abbiano una vita sociale abbastanza numerosa, vivendo difatti piccoli gruppi.

## Stato di conservazione
Mentre i petauri di Biak e Krefft sono relativamente comuni, la maggior parte delle altre specie è abbastanza raro. Il petauro del mogano è la specie più minacciata in Australia ed è classificato come "in via di estinzione", sono così rari che non sono stati visti per più di cento anni in seguito alla loro scoperta originale nel 1883. Quasi un mese dopo la loro riscoperta nel 1989, il loro habitat è stato ripulito per le piantagioni. Le ragioni dello stato di pericolo del petauro del mogano includono il degrado o la perdita dell'habitat, la distribuzione limitata di quest'ultimo e la mancanza di protezione fornita dall'habitat stesso. Insieme ai petauri del mogano, anche i petauri scoiattolo (Petaurus norfolcensis) sono in qualche modo minacciati. Uno studio del 2020 ha scoperto che anche il vero petauro dello zucchero (P. breviceps) ha una portata ristretta in Australia, il che lo rende molto più minacciato di quanto inizialmente pensato.
- Genere Petaurus
  - Petauro del nord, Petaurus abidi
  - Petauro della savana, Petaurus ariel
  - Petauro dal ventre giallo, Petaurus australis
  - Petauro del Biak, Petaurus biacensis
  - Petauro dello zucchero, Petaurus breviceps
  - Petauro del mogano, Petaurus gracilis
  - Petauro scoiattolo, Petaurus norfolcensis
  - Petauro di Krefft, Petaurus notatus